# Cylindropuntia arbuscula
Cylindropuntia arbuscula är en kaktusväxtart som först beskrevs av Georg George Engelmann, och fick sitt nu gällande namn av F.M. Knuth. Cylindropuntia arbuscula ingår i släktet Cylindropuntia, och familjen kaktusväxter. Inga underarter finns listade i Catalogue of Life.

## Bildgalleri

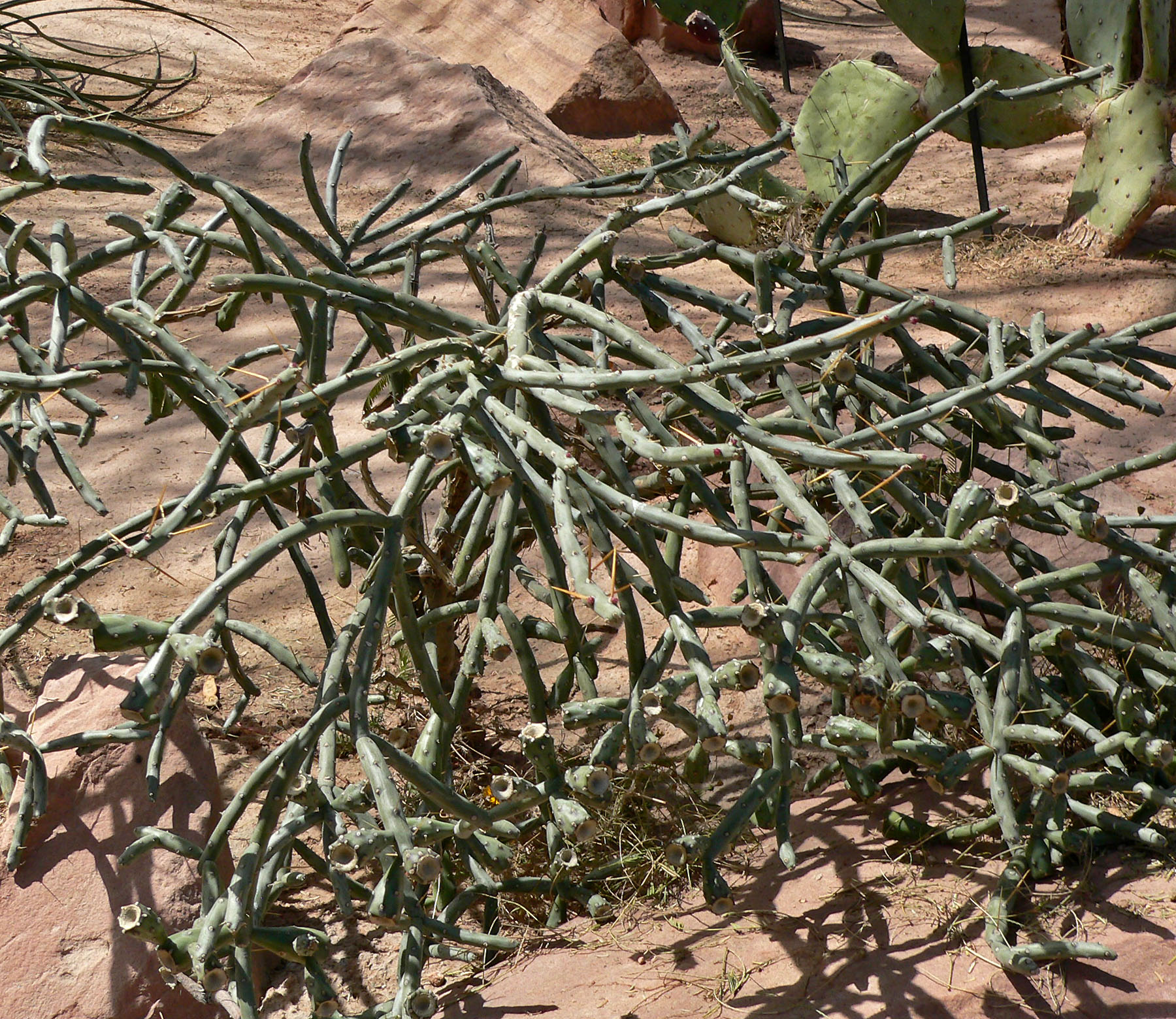
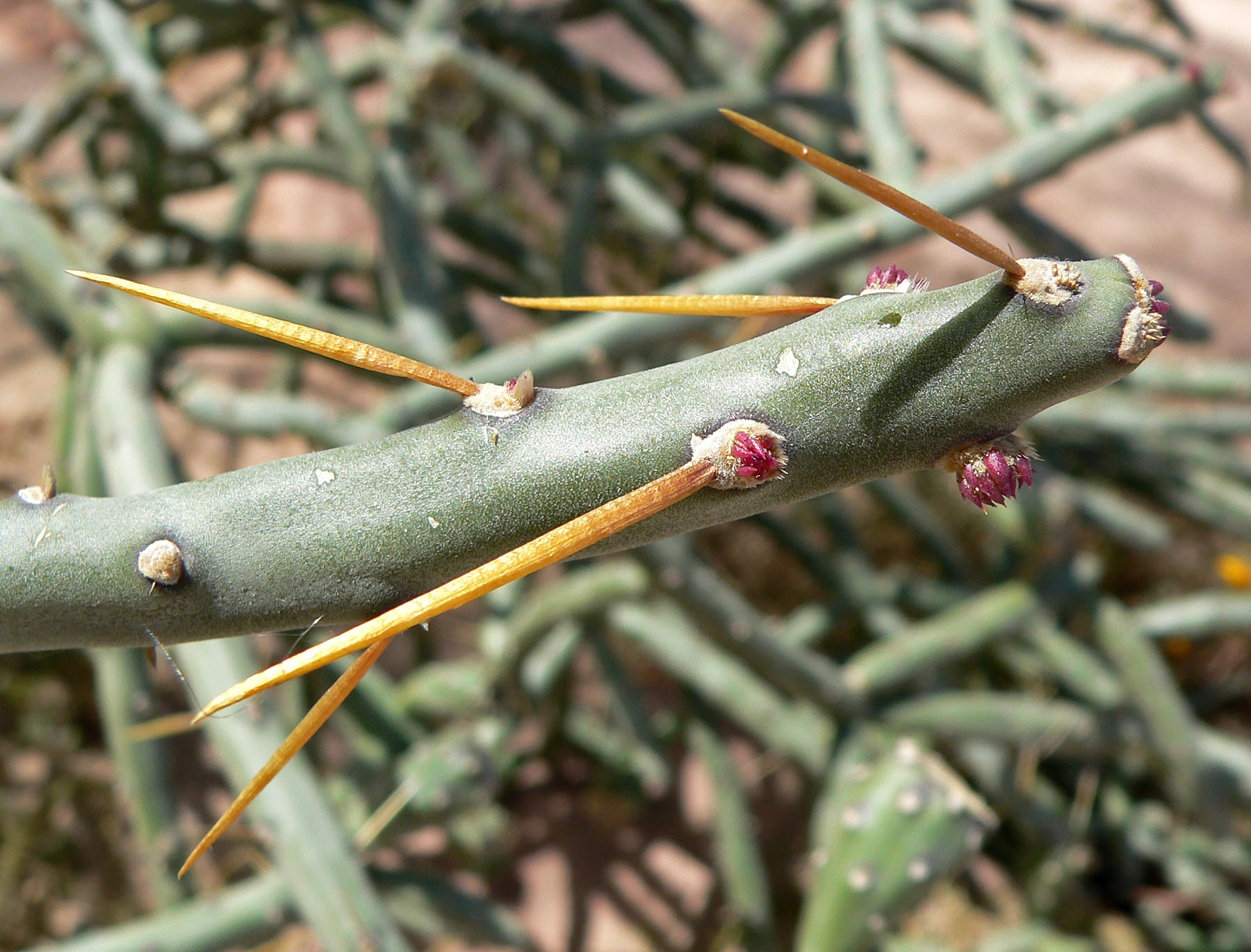
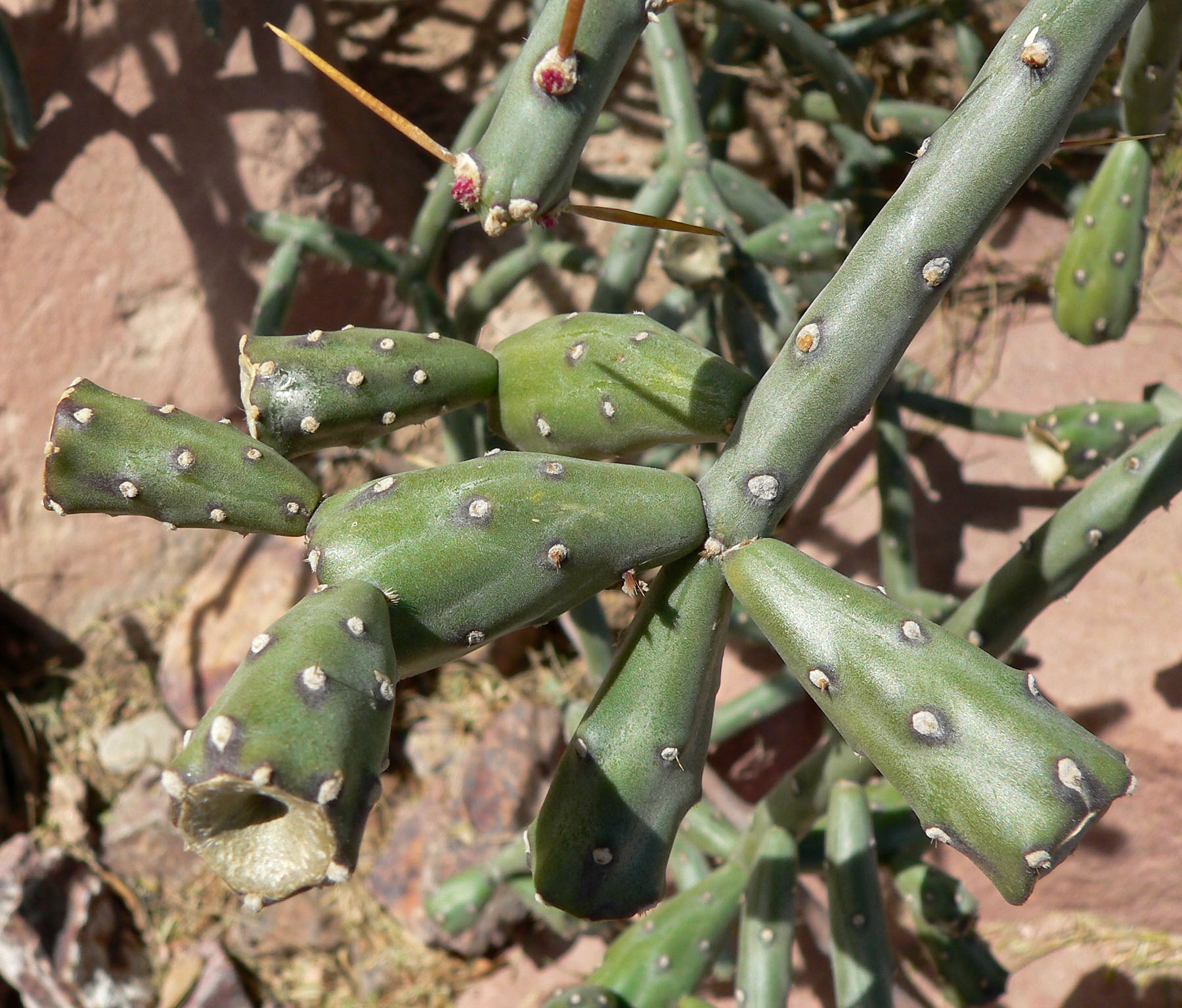
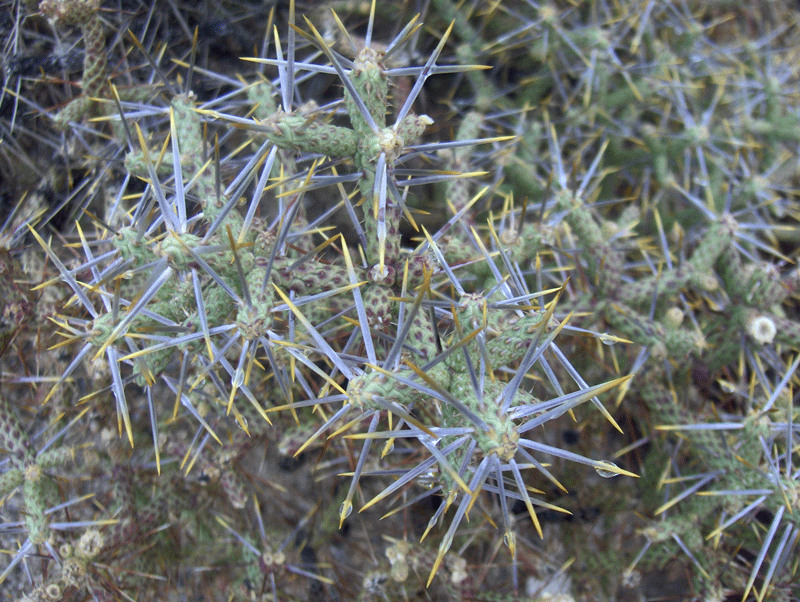
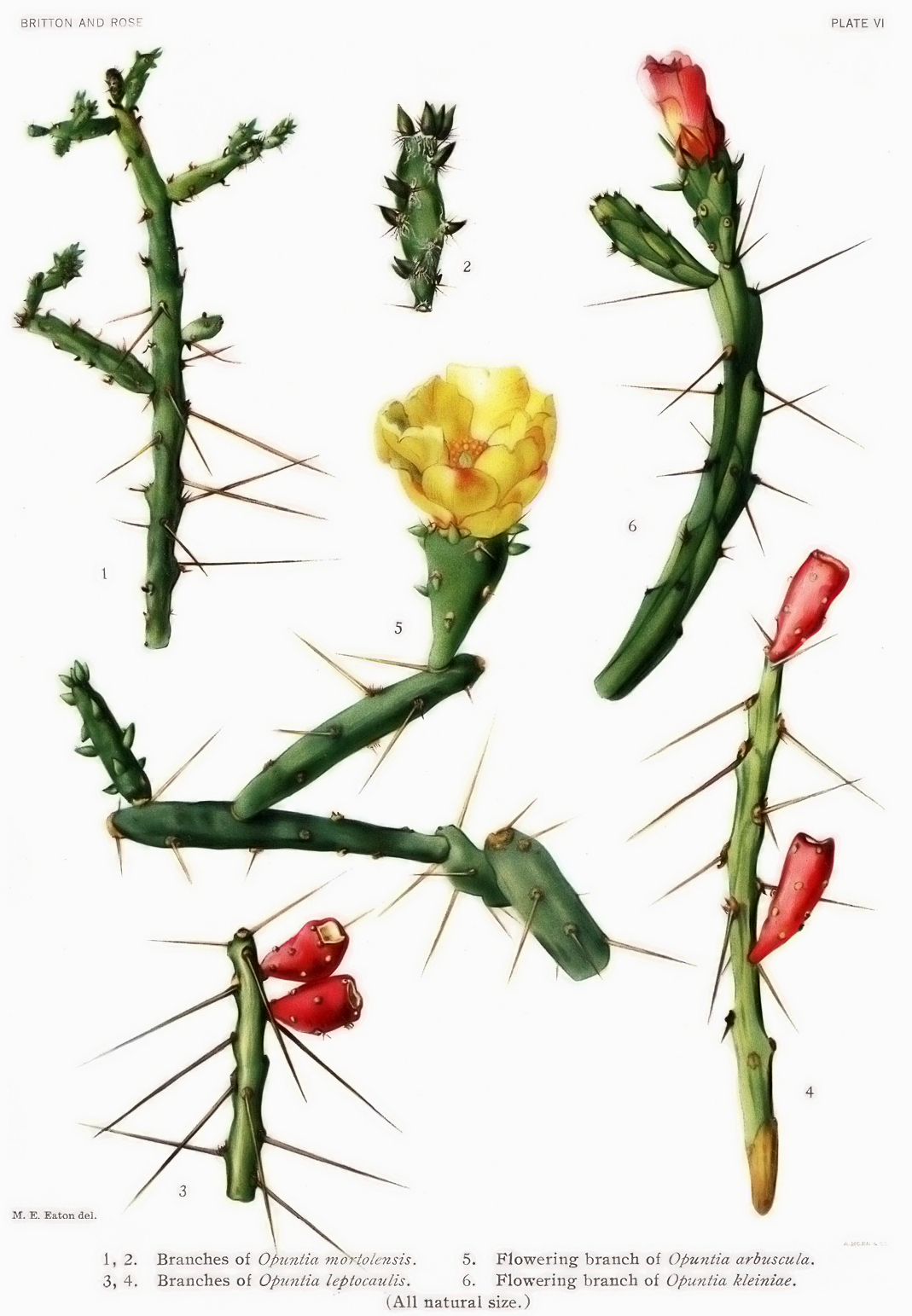
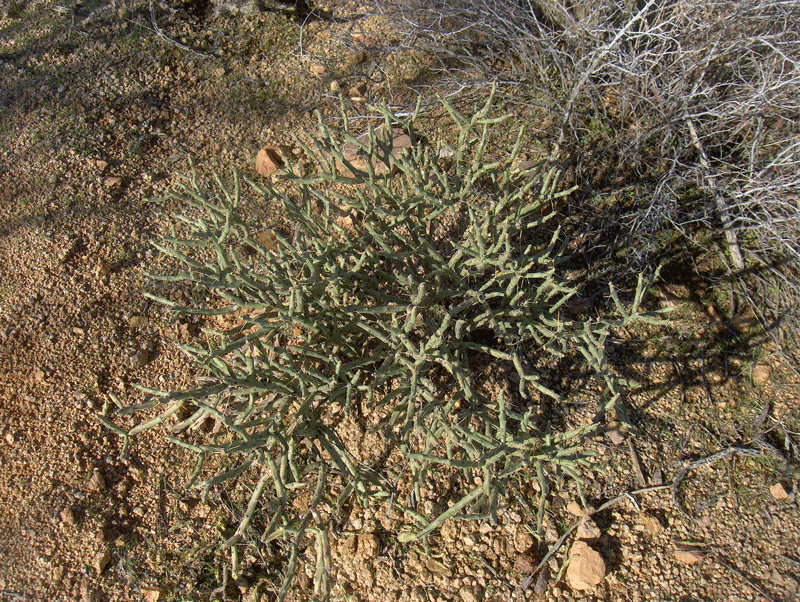